# Prémio José Craveirinha de Literatura
O Prémio José Craveirinha de Literatura, instituído pela AEMO (Associação dos escritores Moçambicanos) e patrocinado pela HCB (Hidroeléctrica da Cahora Bassa), é atribuído aos autores moçambicanos, nos géneros de Poesia, Ficção narrativa e Drama. O prémio homenageia o escritor José Craveirinha (1922-2003). 
Foi atribuído pela primeira vez em 2003 e até 2007 distinguiu o melhor livro do ano. A partir de 2009 passou a premiar a carreira de um escritor, poeta ou ensaísta moçambicano cuja obra enriqueceu da arte literária e cultura moçambicanas.

## Vencedores
| Ano  | Autor                       | Livro                                  |
| ---- | --------------------------- | -------------------------------------- |
| 2003 | Paulina Chiziane            | Niketche. Uma História de Poligamia    |
| 2004 | Eduardo White Armando Artur | 'Vinte e Quatro Poemas, de Malangatana |
| 2005 | João Paulo Borges Coelho    | As visitas do Dr. Valdez               |
| 2006 | João Paulo Borges Coelho    | Crónica da Rua 513.2                   |
| 2007 | Ungulani Ba Ka Kossa        | Os sobreviventes da noite              |
| 2009 | Aldino Muianga              | Contravenção                           |
| 2010 | Calane da Silva             |                                        |
| 2011 | Lília Momplé                | Ninguém Matou Suhura                   |
| 2014 | Luís Bernardo Honwana       | Nós Matámos o Cão-Tinhoso              |
| 2016 | Fátima Mendonça             |                                        |
| 2022 | Mia Couto                   |                                        |
| 2023 | Marcelo Panguana            |                                        |